# Meine Schwester
Meine Schwester (Originaltitel: À ma sœur!) ist ein französisch-italienischer Spielfilm aus dem Jahr 2001. Regie bei dem Drama führte Catherine Breillat, die auch das Drehbuch schrieb. Die Hauptrollen spielten Anaïs Reboux und Roxane Mesquida.

## Handlung
Die dreizehnjährige, dickliche Anaïs und ihre zwei Jahre ältere, hübsche Schwester Elena verbringen die Ferien mit ihren Eltern am Meer, als Elena den Italiener Fernando kennenlernt. Die beiden verlieben sich; Elena macht mit ihm ihre ersten sexuellen Erfahrungen. Anaïs, die im selben Zimmer schläft, muss dies miterleben.
Die Eltern bringen kaum Verständnis für ihre Töchter auf. Insgesamt herrscht in der Familie eine sehr negative Stimmung, die Eltern kennen ihre Töchter kaum. So reist der Vater wegen seiner Arbeit früher ab und beklagt sich darüber, dass Anaïs im Urlaub geweint hat, wo er doch derjenige sei, der unter Druck stehe.
Als die Mutter von Elenas „Vergehen“ erfährt, reist sie mit den Töchtern vorzeitig ab und warnt Elena, der Vater werde sie von einem Frauenarzt untersuchen lassen wollen. Auf dem Parkplatz, auf dem die drei die Nacht verbringen, werden die Mutter und Elena von einem Unbekannten getötet, der daraufhin Anaïs vergewaltigt. Anaïs, die um keinen Preis einem Mann die „Eroberung“ ihrer Jungfräulichkeit zugestehen will, streitet vor den Polizisten ab, vergewaltigt worden zu sein.

## Rezeption
Der Film feierte am 10. Februar 2001 bei den 51. Berlinale Premiere. Er wurde später auf weiteren Filmfestivals gezeigt, unter anderem auf dem World Film Festival in Montréal. Am 7. März 2001 lief er in den französischen Kinos an, wo er von 99.194 Besuchern gesehen wurde. Am 10. Mai 2001 kam er in die Kinos der deutschsprachigen Schweiz, am 19. September 2002 in die deutschen. In den USA, wo der Film am 12. Oktober 2001 anlief, spielte Meine Schwester bis März 2003 724.116 US-Dollar ein.

## Kritiken
Meine Schwester ist ein sehr umstrittener Film. Während ihn einige Kritiker als ehrlich, schockierend und aufrüttelnd feierten, bewerteten andere dies gerade negativ.
James Berardinelli schrieb auf ReelViews, Meine Schwester stelle einen der ehrlichsten und ungeschminktesten Blicke auf das brutale Leben als Teenager dar seit Todd Solondz’ Willkommen im Tollhaus. („[…] Fat Girl represents one of the most honest and unvarnished looks at the harsh side of being a teenager since Todd Solondz's Welcome to the Dollhouse.“)
Roger Ebert meinte in der Chicago Sun-Times vom 23. November 2001, es sei eine aufrüttelnde Überraschung zu sehen, dass der Film einen freien Willen habe und enden könne, wie er wolle, und dass seine Regisseurin ihre Meinung vortragen kann, wenn auch brutal. („There is a jolting surprise in discovering that this film has free will, and can end as it wants, and that its director can make her point, however brutally.“)
film-rezensionen.de urteilte: „Trotz interessanter Aspekte, die dem Zuschauer das Potential dieses Stoffes vor Augen führen, bleibt Breillats Film oberflächlich, offensichtlich und prätentiös.“

## Auszeichnungen
Der Film nahm 2001 im Wettbewerb der Berlinale um den Goldenen Bären teil, konnte sich aber wie Lasse Hallströms Chocolat – Ein kleiner Biss genügt und Steven Soderberghs Traffic – Macht des Kartells nicht gegen das Erotikdrama Intimacy des französischen Regisseurs Patrice Chéreau durchsetzen. Der Film gewann auf der Berlinale den Manfred-Salzgeber-Preis. Bei den Internationalen Filmfestspielen von Cannes gewann Catherine Breillat für den Film den Preis für französische Kultur. Auf dem Chicago International Film Festival wurde sie mit dem Hauptpreis Goldenen Hugo ausgezeichnet. Auf dem Rotterdam International Film Festival erhielt der Film den MovieZone-Preis.
Bei den Online Film Critics Society Awards 2002 war der Film als bester fremdsprachiger Film nominiert, den Preis gewann aber der mexikanische Film Y Tu Mamá También – Lust for Life.